# Jagat Prakash Nadda

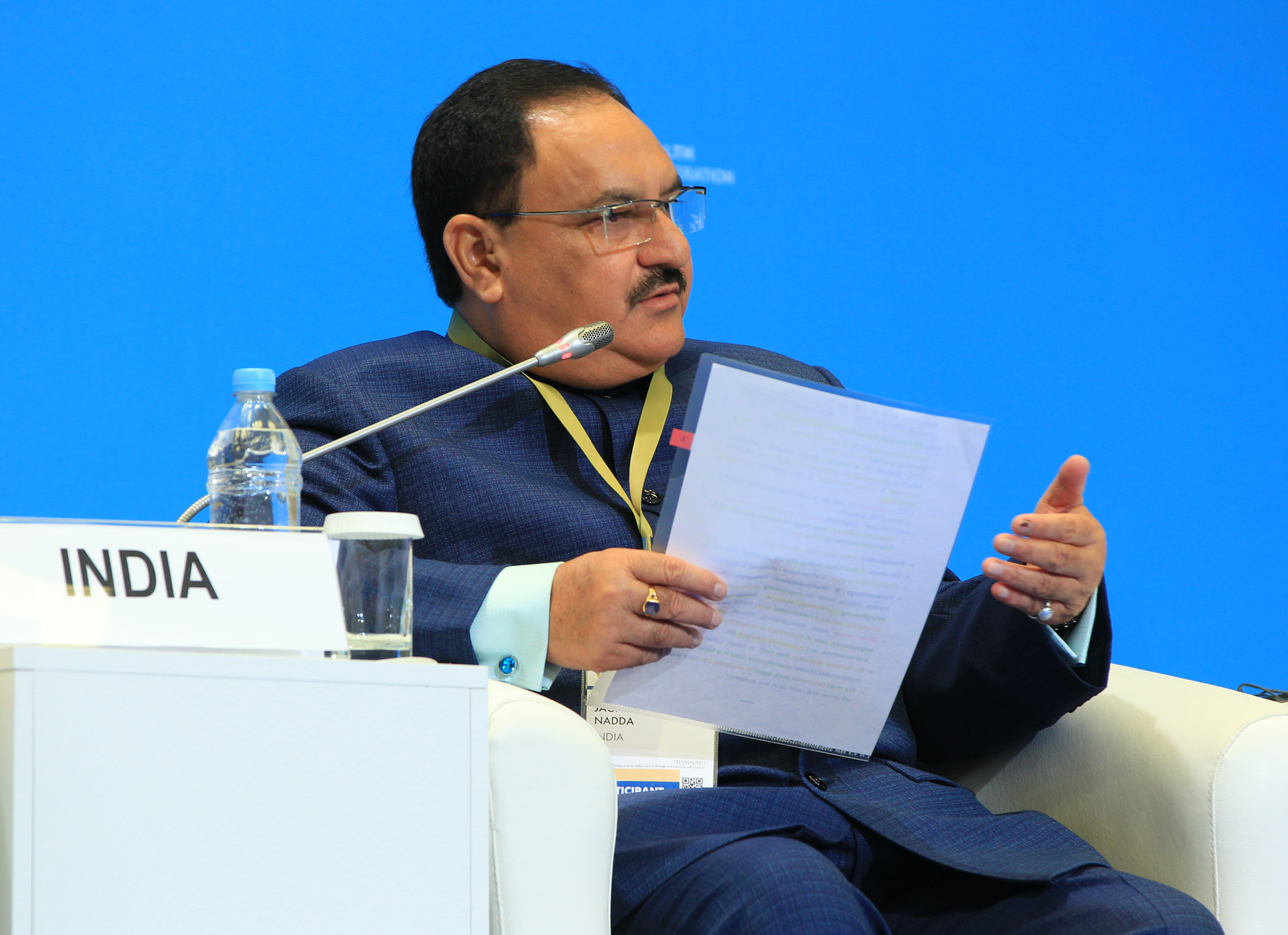
J. P. Nadda (2017)

Jagat Prakash Nadda (Hindi जगत प्रकाश नड्डा), meist J. P. Nadda (जे पी नड्डा; * 2. Dezember 1960 in Patna, Bihar, Indien), ist ein indischer Politiker, ehemaliger Minister und Parlamentsabgeordneter. Seit dem 20. Januar 2020 ist er Parteivorsitzender der Bharatiya Janata Party (BJP). Zuvor war er seit dem 17. Juni 2019 bereits geschäftsführender BJP-Parteivorsitzender gewesen.

## Biografie
Nadda wurde als Sohn von Narain Lall Nadda und dessen Frau Krishna in eine Brahmanenfamilie in Patna geboren. Sein Vater stammte aus dem Bundesstaat Himachal Pradesh, war aber an der Universität Patna tätig. Der Sohn erhielt seine Schulbildung auf der St. Xaviers School in Patna. Als Kind widmete er sich dem Schwimmsport und nahm als Vertreter Bihars an den nationalen Jugend-Schwimmmeisterschaften in Delhi teil. Er besuchte das Patna College der Patna University, wo er den Grad eines B.A. erwarb und studierte danach Rechtswissenschaften an der Himachal Pradesh University in Shimla. Das Studium schloss er mit dem Bachelor of Laws (LL.B.) ab. Am 11. Dezember 1991 heiratete er Mallika Nadda. Aus der Ehe gingen zwei Söhne hervor. Auch seine Ehefrau entstammt einer politisch aktiven Familie. Ihre Mutter Jayshree Banerjee wurde bei der gesamtindischen Parlamentswahl 1999 im Wahlkreis 25-Jabalpur in Madhya Pradesh für die BJP in die Lok Sabha gewählt.
Schon während seiner Studentenzeit schloss sich Nadda dem ABVP, der Studentenorganisation des hindunationalistischen Rashtriya Swayamsevak Sangh (RSS) an. Seine politische Karriere begann Nadda als Abgeordneter im Parlament des Bundesstaats Himachal Pradesh. Bei den Wahlen 1993, 1998 und 2007 wurde er jeweils im Wahlkreis 21-Bilaspur in das Bundesstaatsparlament gewählt (2003 unterlag er dem Kongresspartei-Gegenkandidaten). 1994 bis 1998 war er Vorsitzender der BJP-Fraktion und danach von 1998 bis 2003 Minister für Gesundheit, Familienwohlfahrt und Parlamentsangelegenheiten in der Regierung von Chief Minister Prem Kumar Dhumal. 2008 bis 2010 amtierte er als Minister für Forsten, Umwelt,  Wissenschaft und Technologie in der zweiten Regierung des Chief Ministers Dhumal. Im April 2012 wurde er in die Rajya Sabha, die erste Kammer (Bundesstaatenvertretung) des indischen Parlaments als einer von der drei Vertreter für Himachal Pradesh gewählt. Am 9. November 2014 erhielt er die Ernennung zum Minister für Gesundheit und gehörte dem ersten Kabinett Modi bis 2019 an. Während seiner Amtszeit lief 2018 das Ayushman Bharat-Programm an, ein Schema, dass den Mittellosen der indischen Gesellschaft eine grundlegende Krankenversorgung auf Staatskosten bereitstellen sollte.
Im Vorfeld der gesamtindischen Parlamentswahl 2019 war Nadda mit der Aufgabe der BJP-Wahlkampforganisation im bevölkerungsreichsten Bundesstaat Uttar Pradesh betraut – eine Aufgabe, die er erfolgreich meisterte: die BJP gewann 62 der dortigen 80 Wahlkreismandate. Im Jahr 2019 näherte sich außerdem die zweiten Amtszeit des bisherigen BJP-Vorsitzenden Amit Shah dem Ende (nach der Parteiverfassung waren nur zwei Amtszeiten möglich). Nadda galt frühzeitig als potentieller Nachfolgekandidat. Nachdem Shah am 31. Mai 2019 das Amt des indischen Innenministers übernommen hatte, wurde Nadda am 17. Juni 2019 zum geschäftsführenden BJP-Parteivorsitzenden ernannt. Shah blieb zunächst Parteivorsitzender. Am 20. Januar 2020 wurde Nadda dann zum BJP-Parteivorsitzenden gewählt. Er hatte keinen Gegenkandidaten.
Naddas Qualitäten werden vor allem in seiner Fähigkeit, erfolgreiche Wahlkämpfe zu organisieren, gesehen. In Interviews äußerte er die Überzeugung, das es gegenwärtig keine Partei in Indien mit der BJP aufnehmen könne. Fast alle indischen Parteien seien „Familienangelegenheiten“, „Parteien von Onkeln und Neffen“, während bei der BJP die Partei selbst die Familie sei. Die Stärke der BJP liege in ihrem inneren Zusammenhalt.